# Giustino (opéra de Haendel)

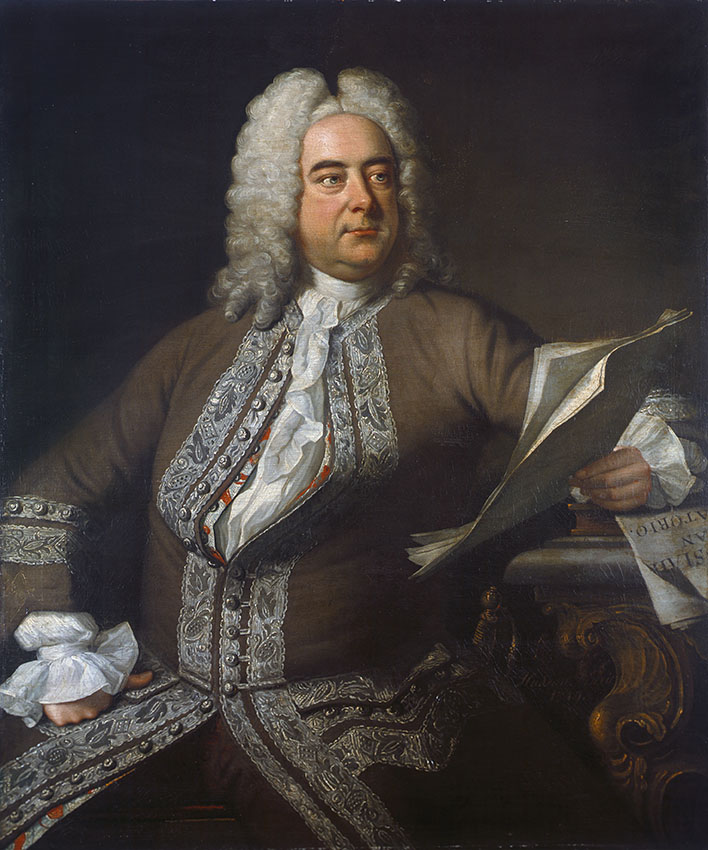
Georg Friedrich Haendel

Giustino (HWV 37) est un opéra en trois actes de Georg Friedrich Haendel, créé à Londres le 16 février 1737.
Le livret est adapté de Pietro Pariati (lui-même issu de celui de Nicolò Beregan), par un librettiste non identifié. Le livret de Pariati avait déjà été mis en musique sous le même titre en 1724 par Vivaldi.

## Rôles
| Rôle       | Voix            | Première, le 16 février 1737   |
| ---------- | --------------- | ------------------------------ |
| Anastasio  | soprano castrat | Gioacchino Conti dit Gizziello |
| Arianna    | soprano         | Anna Maria Strada del Pò       |
| Giustino   | alto castrat    | Domenico Annibali              |
| Leocasta   | alto            | Francesca Bertolli             |
| Amanzio    | alto            | Maria Caterina Negri           |
| Vitaliano  | ténor           | John Beard                     |
| Polidarte  | basse           | Henry Reinhold                 |
| La Fortuna | soprano garçon  | William Savage                 |

## L'action
L'action se déroule dans l'Empire Byzantin vers l'an 500. 
Elle est vaguement inspirée de l'histoire de celui qui deviendrait plus tard l'empereur byzantin Justin Ier.  

### Acte 1
À Constantinople, l'impératrice veuve Arianna célèbre son mariage avec son nouveau mari Anastasio lorsqu'ils apprennent qu'ils sont menacés par une rébellion. Vitaliano a levé une armée et exige qu'Arianna l'épouse à la place d'Anasta	sio et le place sur le trône à ses côtés. Anastasio envoie un message de défi et part combattre le rebelle. Arianna décide de suivre son mari.
Dans un  endroit champêtre, le laboureur Giustino travaille à ses champs quand il s'endort et a une vision d'une grande fortune qui l'attend. Il se réveille pour voir une jeune fille poursuivie par un ours sauvage et la sauve. La jeune fille s'avère être la princesse Leocasta, sœur d'Anastasio, et, très éprise de son sauveur, elle l'invite au palais où il est acclamé en héros et envoyé pour aider l'impératrice Arianna et son nouveau mari contre le rebelle Vitaliano.
Arianna a été faite prisonnière par les rebelles et amenée à Vitaliano, qui exige qu'elle l'épouse. Lorsqu'elle refuse, Vitaliano la condamne à être jetée au monstre marin qui ravage le pays. Arianna déplore son sort mais jure qu'elle restera fidèle à Anastasio.

### ACTE 2
Giustino et Anastasio ont uni leurs forces pour tenter de sauver Arianna, mais le navire qui les transportait dans cette mission fait naufrage dans une tempête. Ils rampent jusqu'au rivage et se réfugient dans une hutte toute proche.
Pendant ce temps, Vitaliano donne à la captive Arianna une dernière chance d'accepter sa main et de lui sauver la vie, mais elle refuse. Il l'enchaîne alors à un rocher au bord de la mer pour être dévorée par le monstre marin et l'abandonne à son sort. Alors que le monstre sort de la mer, Giustino se précipite et le tue. Arianna et Anastasio sont ravis d'être réunis et sont conduits en lieu sûr. Vitaliano, regrettant maintenant d'avoir condamné Arianna à une mort aussi cruelle, revient mais ne trouve que le monstre de la mer, mort. Il décide de chercher Arianna.
Leocasta, attendant les autres dans le jardin du palais, exprime son amour pour Giustino. Il apparaît lui-même, entraînant Vitaliano, qu'il a capturé. Arianna et Anastasio expriment leur gratitude à Giustino et le renvoient au combat pour vaincre les rebelles. Le général de leurs armées, Amanzio, devient jaloux du parvenu qu'est Giustino et de la gloire qu'il est en train de gagner pour lui-même. Vitaliano demande à Arianna qu'lle lui porte un regard compatisant avant de mourir, mais Arianna le repousse et lui ordonne d'aller en prison pour attendre son exécution.

### Acte 3
Vitaliano parvient à s'évader de prison. Le général Amanzio prend une ceinture ornée de pierres précieuses ayant appartenu à Vitaliano et la donne à Anastasio, lui suggérant que sa femme le trahit avec Giustino. Anastasio donne la ceinture à Arianna, qui la remet à Giustino en signe de gratitude pour lui avoir sauvé la vie. Quand Anastasio apprend cela, Arianna et Giustino sont bannis.
Errant dans la campagne, Giustino déplore sa trahison par le mauvais sort et s'endort. Vitaliano a la chance de le retrouver et est sur le point de le tuer pendant son sommeil lorsqu'une montagne voisine se divise en deux et la voix de son père décédé avertit Vitaliano que Giustino est en fait son frère perdu depuis longtemps, un fait qui est confirmé par une tache de naissance en forme d'étoile sur le bras de Giustino. Giustino et Vitaliano jurent maintenant amitié et concluent un pacte pour sauver le royaume du méchant général Amanzio.
De retour au palais, Amanzio a vaincu Anastasio et s'est placé lui-même sur le trône. Anastasio, Arianna et la princesse Leocasta sont enchaînés mais Giustino se précipite, bat Amanzio et le livre aux bourreaux pour être exécuté. Anastasio est restauré sur le trône avec sa femme, lui demandant pardon d'avoir douté de sa fidélité, et Giustino plaide pour que Vitaliano, désormais repentant, soit pardonné. Anastasio accède à cette demande et donne à Giustino la main de sa sœur Leocasta en mariage. Tous célèbrent une si heureuse tournure des événements.